# Charles Pisot
Charles Pisot   (Obernai, 2 de març de 1910 - Chevilly-Larue, 8 de març de 1984) va ser un matemàtic francès, conegut per haver estudiat els nombres de Pisot.

## Vida
Nascut a Obernai (Alsàcia), va estudiar en aquesta ciutat fins a l'ensenyament secundari. El 1929 va ingressar a l'ENS on es va graduar en matemàtiques el 1932. El 1938 va obtenir el doctorat amb una tesi titulada La répartition modulo 1 et les nombres algébriques, dirigida per Arnaud Denjoy. Durant aquest temps va col·laborar amb N. Bourbaki.
El 1946 és professor associat a la Universitat de Bordeus i el 1955 obté una plaça de professor a la Universitat de París, en la que es jubilarà el 1979 i que combinarà amb classes a l'École polytechnique.
La seva activitat es va centrar al seminari DPP (Delange-Pisot-Poitou) en el que es van formar la majoria de matemàtics francesos experts en Teoria de nombres dels anys 60.
El 1966 va rebre el Gran Premi de la Ville de París concedit per l'Acadèmia Francesa de les Ciències.

## Principals Obres
A part del seu cèlebre llibre Mathèmatiques Générales (1956) escrit en col·laboració amb Marc Zamanski que es va convertir en la bíblia dels estudiants de matemàtiques dels anys 60 i 70's, va escriure nombrosos articles en Teoria de nombres, dels quals val la pena destacar:
- 1938. La répartition modulo un et les nombres algébriques
- 1953. Traité de théorie des fonctions
- 1958. Techniques mathématiques de la physique
- 1960. Les Nombres entiers, leurs problèmes et leurs mystères
- 1963. Quelques aspects de la théorie des entiers algébriques
- 1967. Analyse p-adique et ensembles remarquables d'adèles algébriques